# アレクサンドラ・ゲオルギエヴナ
アレクサンドラ・ゲオルギエヴナ（ロシア語: Александра Георгиевна, ラテン文字転写: Alexandra Georgievna, 1870年8月30日 - 1891年9月24日）は、ギリシャの王女でロシアの皇族、ロシア大公妃。皇帝アレクサンドル2世の六男パーヴェル・アレクサンドロヴィチ大公の最初の妻。

## 生涯
ギリシャ王ゲオルギオス1世とその王妃オルガの長女として、ケルキラ島で生まれた。
名前は父の姉であるイギリス王妃アレクサンドラにちなんで名付けられ、家族からは「アリーネ(Aline)」または「アリックス(Alix)」と呼ばれた。
アレクサンドラは活発で機転が利き、ロシアやギリシャ、デンマークの親族らからも愛されて常に周囲に好印象を与えていた。
1889年、母の従弟のパーヴェル大公と結婚。2子をもうけた。
- マリア（1890年 - 1958年）
- ドミトリー（1891年 - 1941年）

第2子の妊娠7ヶ月の頃、アレクサンドラは友人とモスクワ河岸を散歩中、突然ボートが彼女の方へ向かって突っ込んだ。アレクサンドラは転倒し、翌日から激痛に襲われ、男児ドミトリーを生んだ。それから6日後、アレクサンドラは急死した。
彼女の死後、パーヴェルはオリガ・カルノヴィチと貴賤結婚した。